# Päpstlicher Chor der Sixtinischen Kapelle
Der Päpstliche Chor der Sixtinischen Kapelle  (amtlich: Cappella Musicale Pontificia Sistina) ist der Chor, der bei päpstlichen Liturgiefeiern die musikalische Gestaltung übernimmt, meist im Petersdom, oft aber auch in dem Gebäude gleichen Namens. Liturgische Feiern, denen nicht der Papst vorsteht, werden dagegen vom Chor des Petersdoms, der Cappella Giulia, musikalisch gestaltet.

## Geschichte
Der Chor wurde als Schola cantorum von Papst Gregor I. (590 bis 604) gegründet. Seit damals bis zur Gegenwart haben Päpste die Statuten mehrfach fortgeschrieben. Er ist eine Institution der Römischen Kurie.

## Notierung in Pierers Universallexikon

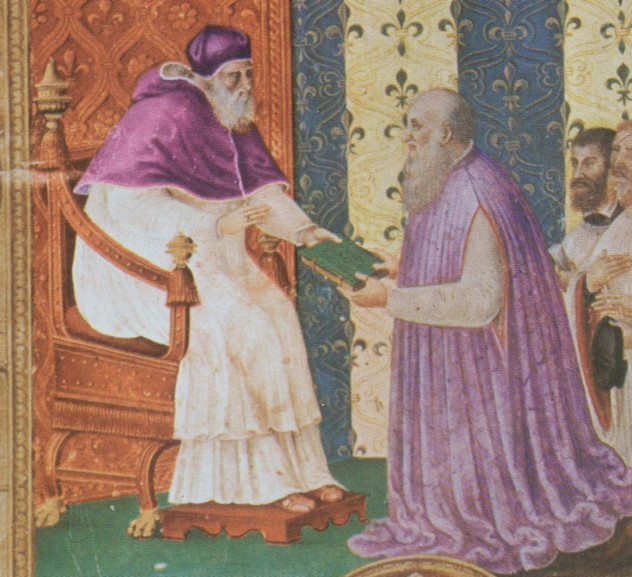
Übergabe der Statuten durch den Chormeister Ludovico Magnasco an Papst Paul III.

In Pierers Universallexikon aus dem Jahr 1892 steht unter dem Stichwort „Sixtinische Kapelle“:

„Sixtinische Kapelle (ital. Cappella Sistina), Hauskapelle des Papstes im Vatikan, 1473 unter Papst Sixtus IV. vom Florentiner Giovanni de’ Dolci erbaut, rechteckig, 48 m lang 15 m breit u. 18 m hoch, mit Fresken v. Michelangelo (Schöpfung, Sündenfall, Sündflut, Propheten, Sibyllen. Das jüngste Gericht) u. zwölf Wandgemälden v. Pietro Perugino, Sandro Botticelli, Cosimo Rosselli, Luca Singnorelli, Domenico Ghirlandaio. 

– S. K. heißt auch der päpstl. Sängerchor, der hier, u. zwar nur im a cappella-Stil zu singen pflegt. Sämtliche Sänger, denen ein Kapellmeister od. Primicerius vorsteht (seit 1586 aus dem Sängerkollegium wählbar), sind Priester u. päpstl. Kapläne (ca. 30). Die S. K. wurde v. Papst Gregor dem Gr. (590 – 604) gegründet; die gegenwärtigen Statuten stammen vom Papst Paul III. (1545); ihre Verfassung erhielt sie unter Sixtus V. (1585–90). Bes. wird ihr edler, durch kunstvolles mezza voce ausgezeichneter Gesangsvortrag gerühmt.“

## Mitglieder
Zu den Chormeistern zählten bekannte Komponisten wie Giovanni Pierluigi da Palestrina. Auch zu den Sängern zählten bekannte Musikerpersönlichkeiten wie Josquin Desprez, Cristóbal de Morales, Jakob Arcadelt oder Gregorio Allegri. Die Leitung des Chores lag von Oktober 2010 bis Juli 2019 bei Monsignore Massimo Palombella und seit November 2020 bei Marcos Pavan, der zuvor bereits die kommissarische Leitung innehatte.

## Kastraten als Chorsänger
Schon von der Spätantike an und später vor allem im Barock wurden in Italien Knaben vor Beginn der Pubertät kastriert, um ihre hohe Sopran- oder Altstimme zu erhalten und damit eine Laufbahn als Kirchen- oder Opernsänger zu ermöglichen. Viele Kastraten wurden auch als päpstliche Sänger beschäftigt. Darunter waren einige berühmte Kastraten wie Loreto Vittori, Marc’Antonio Pasqualini, Siface oder Farfallino.
Trotz päpstlicher Verbote wurden noch bis in die Mitte des 19. Jahrhunderts Knaben kastriert und fanden unter anderem auch eine Existenz als Sänger im Sixtinischen Chor, darunter u. a. Domenico Mustafà, der auch Leiter des Chores war. Erst Papst Pius X. schrieb am 22. November 1903 in seinem Motu Proprio Tra le sollecitudini (über die Kirchenmusik) vor, zur Besetzung von Sopran- und Altstimmen allein unkastrierte Knaben einzusetzen und verbot damit praktisch die Beschäftigung von Kastraten in Kirchenchören. Erst dieses strikte Verbot entzog der Kastrationspraxis zur Förderung einer Sängerkarriere die einzig verbliebene Basis. 1922 starb Alessandro Moreschi, der letzte Kastrat der päpstlichen Kapelle und der einzige, von dem Tondokumente erhalten sind.